# Берк, Ричард, 4-й граф Кланрикард
Ричард Берк, 4-й граф Кланрикард (также Ричард де Бург) (англ. Richard Burke, 4th Earl of Clanricarde; 1572 — 12 ноября 1635) — ирландский дворянин и политик, губернатор Коннахта (Коннота) в 1604—1616 годах.
Титулатура: 4-й граф Кланрикард и 4-й барон Данкеллин (с 20 мая 1601 года), 1-й барон Сомерхилл и 1-й виконт Тонбридж (с 3 апреля 1624 года), 1-й граф Сент-Олбанс, 1-й виконт Голуэй и 1-й барон Иманни (с 23 августа 1628 года).

## Биография
Родился в 1572 году в графстве Голуэй, Коннахт, Ирландия. Один из пяти сыновей Улика Берка (? — 1601), 3-го графа Кланрикарда (1582—1601), и Хоноры Берк. 18 декабря 1584 года он поступил в колледж Крайст-черч в Оксфордском университете, 10 июля 1598 года закончил его со степенью магистра искусств.
20 мая 1601 года после смерти своего отца Ричард Берк унаследовал титулы 4-го графа Кланрикарда и 4-го барона Данкеллина. 6 марта 1609/1610 года он был принят в Грейс-Инн.
Посвящённый в рыцари в 1602 году за свои подвиги в качестве командира английской кавалерии во время битвы при Кинсейле 24 декабря 1601 года, он впоследствии служил губернатором Коннахта с 1604 по 1616 год и членом Тайного совета Ирландии (1625). Утвердившись как самый крупный и влиятельный землевладелец в Коннахте, его дальнейшая жизнь характеризовалась враждебностью между ним и Дублинским правительством.
Ричард Берк активно служил королеве Англии Елизавете I Тюдор против мятежных ирландских лордств и их испанских союзников во время Девятилетней Войны. Он был назначен губернатором провинции Коннахт, членом Тайного совета Ирландии, а 3 апреля 1624 года для него были созданы титулы 1-го виконта Тонбриджа и 1-го барона Сомерхилла в графстве Кент (Пэрство Англии). 23 августа 1628 года он получил от английской короны титулы 1-го графа Сент-Олбанс (Пэрство Англии), 1-го виконта Голуэй (Пэрство Ирландии) и 1-го барона Иманни в провинции Коннахт (Пэрство Ирландии).
Ричард Берк, 4-й граф Кланрикард, занимал должность лорда-лейтенанта графства Голуэй и носил чин полковника пехотного полка.
К 1633 году он был не только одним из главных землевладельцев Ирландии, но и практически всемогущим в графстве Голуэй. Это вызвало возмущение Дублинского правительства, которое решило использовать метод empanelling присяжных для «поиска» дефектных титулов, чтобы вернуть земли, о которых идёт речь, в состав английской короны. Обращение, которому подвергся лорд Кланрикард со стороны лорда-наместника Ирландии Томаса Уэнтуорта, 1-го графа Стаффорда, как говорили, ускорило его смерть в ноябре 1635 года. Томас Уэнтуорт, однако, указал на преклонный возраст графа и саркастически спросил, не виноват ли он в том, что человеку за шестьдесят. Вражда, которую продолжал сын и наследник Кланрикарда, в конечном счёте нанесла большой ущерб графу Страффорду, который, по-видимому, не задумывался о тесных связях Кланрикарда через свою жену с той частью английской знати, кланом Рич-Деверё, которые были наиболее враждебны графу Страффорду.
12 ноября 1635 года Ричард Берк, 4-й граф Кланрикард, скончался в возрасте 62-63 лет. Он был похоронен в Тонбридже, графство Кент, Англия. Ему наследовал его единственный сын и наследник, Улик Берк, 5-й граф Кланрикард (1604—1658).

## Семья

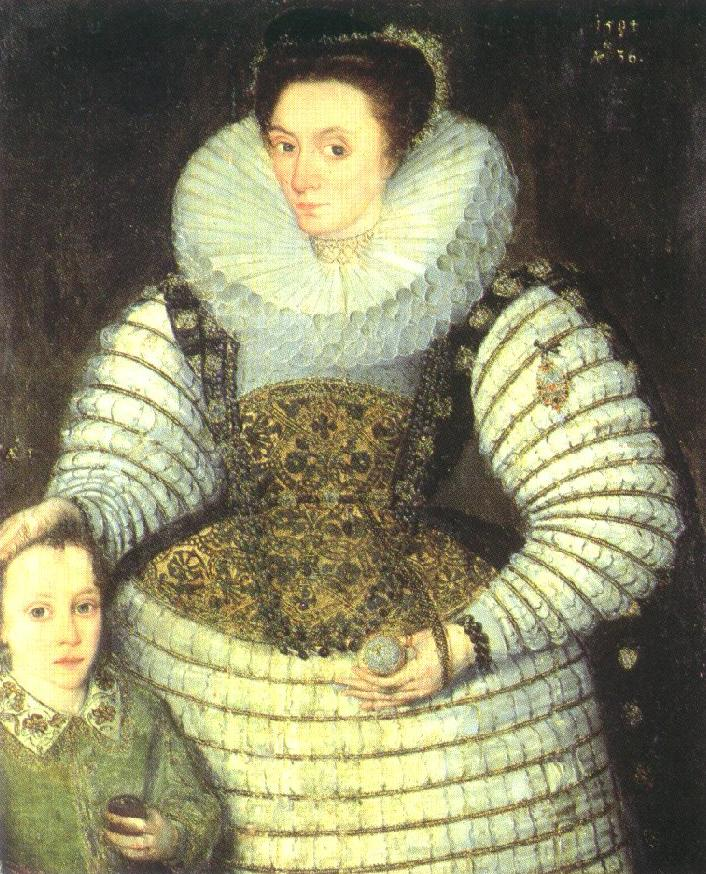
Фрэнсис Уолсингем, графиня Кланрикард (1567—1633)

В 1603 году Ричард Берк женился на Фрэнсис Уолсингем (1567 — 17 февраля 1633), дочери влиятельного английского министра Фрэнсис Уолсингема (1532—1590) и Урсулы Сент-Барб (? — 1602), вдове Филиппа Сидни (1554—1586) и Роберта Деверё, 2-го графа Эссекса (1565—1601). У супругов было трое детей:
- Улик Берк, 5-й граф Кланрикард (1604 — 29 апреля 1658), 1-й маркиз Кланрикард с 1646 года, преемник отца. В 1622 году женился на леди Энн Комптон (? — 1675), единственной дочери Уильяма Комптона, 1-го графа Нортгемптона (? — 1630).
- Хонора Берк (? — 10 марта 1661), 1-й муж — Гаррат Маккохлан (? — 1629), сын сэра Джона Маккохлана; 2-й муж — Джон Паулет, 5-й маркиз Уинчестер (1598—1675)
- Мэри Берк, муж — достопочтенный Эдвард Батлер из Баллинахинча, сын Джеймса Батлера, 9-го графа Ормонда.